# Bastø Electric
Die Bastø Electric ist eine Doppelendfähre der norwegischen Reederei Bastø Fosen.
Bei der Indienststellung galt sie als die größte vollelektrisch angetriebene Fähre der Welt.

## Geschichte
Die Fähre wurde unter der Baunummer 42 auf der türkischen Werft Sefine Shipyard gebaut. Der erste Stahlschnitt am 24. April 2019 markierte den Baubeginn der Fähre. Die Kiellegung fand am 23. Mai 2019, das Aufschwimmen am 22. Mai 2020 statt. Hierfür wurde die Fähre mithilfe von selbstangetriebenen Transportern von der Helling in ein Schwimmdock gebracht. Die Fertigstellung erfolgte am 7. Dezember 2020. Der Schiffsentwurf basiert auf dem Typ MM139FD des norwegischen Schiffsarchitekturbüros Multi Maritime. Dieser wurde von The Norwegian Ship Design Company zum Typ MM139FD EL weiterentwickelt.

## Beschreibung
Die Fähre wird von zwei Siemens-Elektromotoren mit jeweils 2250 kW Leistung angetrieben. Diese wirken auf je eine Propellergondel an den beiden Enden der Fähre. Die Elektromotoren werden von Akkumulatoren mit 4000 kWh gespeist.
Die Akkumulatoren der Fähre werden in Horten geladen. Dort ist eine Schnellladeeinheit mit 7200 kW Leistung installiert. Um einen vollelektrischen Betrieb gewährleisten zu können, wird auch in Moss eine Ladestation errichtet. Diese wird auch benötigt, um zwei zuvor dieselmechanisch angetriebene Fähren auf der Strecke nach ihrem Umbau auf elektrischen Antrieb betreiben zu können. Durch den vollelektrischen Betrieb der drei Fähren sollen jährlich rund sechs Millionen Liter Dieselkraftstoff eingespart werden.
Die Fähre ist mit vier Dieselgeneratorsätzen ausgestattet, mit denen zunächst ein Teil des benötigten Stroms erzeugt wird. Später kann mit den Generatorsätzen im Falle eines Ausfalls der Stromversorgung durch die Akkumulatoren der vollständige Schiffsbetrieb aufrechterhalten werden. Die Generatorsätze bestehen jeweils aus einem Cummins-Dieselmotor (Typ: QSK50-DM1), der einen Siemens-Generator antreibt.
Die Fähre wurde für den autonomen Betrieb vorbereitet, der zuvor auf der Strecke mit der Bastø VI getestet wurde.
Die Fähre verfügt über ein durchlaufendes Fahrzeugdeck mit sieben Fahrspuren. Es ist an den Enden über Rampen zugänglich. An beiden Enden der Fähre befinden sich nach oben aufklappbare Visiere. Das Fahrzeugdeck ist an den Enden offen und im mittleren Bereich von den Decksaufbauten überbaut. Die nutzbare Durchfahrtshöhe beträgt fünf Meter. Oberhalb des Fahrzeugdecks befindet sich das Deck mit den Einrichtungen für die Passagiere. Hier stehen Aufenthaltsräume mit Sitzgelegenheiten sowie ein Selbstbedienungsrestaurant zur Verfügung. An beiden Enden befinden sich offene Decksbereiche mit Sitzgelegenheiten. Oberhalb des Passagierdecks befindet sich das Deck mit den Einrichtungen für die Schiffsbesatzung, darunter ein Aufenthaltsraum, Messe und Kombüse. Oberhalb dieses Decks befindet sich ein weiteres Deck mit Schiffsbetriebsräumen, auf das das Steuerhaus aufgesetzt ist.